# レオポルトシュタット
レオポルトシュタット（ドイツ語: Leopoldstadt  発音、バイエルン・オーストリア語: Leopoidstod）は、オーストリアの首都・ウィーン市の第2区の地名である。地名は神聖ローマ皇帝レオポルト1世にちなむ。

## 解説
2024年の人口統計は11万0100人。第20区ブリギッテナウの南部に隣接し、ドナウ島南部の南半分を占める。
かつてウィーン北部のドナウ川は大きく蛇行し、氾濫原、沼地、入り江、人の住まない森林地帯などであったが、ウィーン市においては整備が進められ、歴史的にドナウ運河とドナウ川旧本流の間にあった広大なドナウ島は、現在アルテ・ドナウ、新たに掘られて形成されたノイエ・ドナウ、新ドナウ本流によって3分割され、区としてはブリギッテナウとレオポルトシュタット、更にドナウ島北半は北部の21区フローリツドルフと南部の22区ドナウシュタットの4つに分割・吸収されている。
また地区の南部はプラーター公園として、歴史的な交差点（プラーターシュテルン）、メッセ、遊園地、運動施設、サーキット、浴場などを備えた公園として整えられ、また歴史的な面影を残す森林・湖沼が残されている。「プラーター」の名はドナウ島南部全体の呼称として用いられることもある。
レオポルトシュタットは1923年の段階で38.5パーセントがユダヤ系住民であり、「マッツェスインゼル」（Mazzesinsel, マッツォー島の意）と呼ばれた。現在では歴史的なユダヤ系市民のほか、新たな東欧・旧ソビエト（コーカサス、中央アジア）・イラン系のユダヤ人、イスラエル人が住み、さらにトルコ系、バルカン系の移民（多くのムスリムを含む）などが共存している。
ヨハン・シュトラウス2世の作品168「レオポルトシュタット・ポルカ」(Leopoldstadt Polka) は当地にちなんでいる。

## 関係者

### 出身者
- アルフレート・ポルガー
- アルフレート・バーダー (Alfred Bader) - チェコ系ユダヤ人
- カール・ジェラシ (Carl Djerassi) - ブルガリア系のセファルディム系ユダヤ人
- ベルント・ファッシング (Bernd Fasching)
- ヴィクトール・フランクル - ユダヤ人
- リーゼ・マイトナー - ユダヤ人
- ウルズラ・シュテンツェル (Ursula Stenzel) - カトリックに改宗したユダヤ系の家系
- ヨハン・シュトラウス2世
- ヨハン・シュトラウス1世
- マックス・スタイナー - ユダヤ系

### 居住者
- バジーリオ・カラファーティ (Basilio Calafati) - トリエステ出身
- エゴン・シーレ - クルツバウアー街に最初のアトリエを設けた
- テオドール・ヘルツル - ハンガリー出身のユダヤ人
- ヨハン・ネストロイ (Johann Nestroy)
- ユラ・ソイフェル - ウクライナ出身のユダヤ人
- ビリー・ワイルダー、シュムエル・ヴィルデル (Billy Wilder, de:Samuel (Szmuel) Wilder) - ガリチア出身のユダヤ人